# Chiloeches
Chiloeches ist eine zentralspanische Kleinstadt und eine Gemeinde mit 4.067 Einwohnern (Stand: 2024) in der Provinz Guadalajara in der Autonomen Gemeinschaft Kastilien-La Mancha.

## Gliederung
Chiloeches verteilt sich auf die Ortsteile Chiloeches (1748 Einwohner, 2019), Albolleque (4 Einwohner), El Clavín (122 Einwohner), La Celada (513 Einwohner), El Mapa (547 Einwohner), Monte de los Santos (645 Einwohner) und das unbewohnte Dorf Casasola.

## Bevölkerungsentwicklung
| Bevölkerung | Bevölkerung | Bevölkerung | Bevölkerung | Bevölkerung | Bevölkerung |
| 1857        | 1900        | 1950        | 1970        | 2001        | 2019        |
| ----------- | ----------- | ----------- | ----------- | ----------- | ----------- |
| 1187        | 1066        | 1016        | 1019        | 1426        | 3579        |